# Katarakt-Mikrokornea-Syndrom
Das Katarakt-Mikrokornea-Syndrom ist eine sehr seltene angeborene Erkrankung mit einer Kombination von angeborene Katarakt und Mikrokornea.
Die Erstbeschreibung stammt aus dem Jahre 1952 durch die US-amerikanischen Ärzte M. Wallace Friedman und Edwinw S. Wright.

## Verbreitung
Die Häufigkeit ist nicht bekannt, bislang wurde über mehr als 15 betroffene Familien berichtet. Die Vererbung erfolgt autosomal-dominant oder auch autosomal-rezessiv.

## Ursache
Je nach zugrunde liegender Mutation können folgende Typen unterschieden werden:
- Cataract 1, Mutation im  GJA8-Gen auf Chromosom 1 Genort q21.2, welches für das Gap-Junction-Protein 8 kodiert[3]
- Cataract 3, Mutation im CRYBB2-Gen auf Chromosom 22 Genort q11.23[4]
- Cataract 4, Mutation im CRYGD-Gen auf Chromosom 2 Genort q33.3[5]
- Cataract 9, Mutation im CRYAA-Gen auf Chromosom 21 Genort q22.3[6]

Offenbar gibt es noch eine Reihe weiterer Gene, deren Mutationen eine Rolle spielen.

## Klinische Erscheinungen
Klinische Kriterien sind:
- Manifestation in der Neugeborenenzeit
- Mikrokornea mit einem Durchmesser von unter 10 mm
- meist beidseitige Katarakt des hinteren Pols mit Eintrübungen auch in der Linsenperipherie, fortschreitend bis zu einer totalen Katarakt im 1. bis 3. Lebensjahrzehnt

Hinzu können Myopie, Iris-Kolobom, Sklerokornea und Peters-Anomalie kommen.

## Diagnose
Die Diagnose ergibt sich aus der augenärztlichen Untersuchung.

## Differentialdiagnose
Abzugrenzen sind andere Syndrome mit den Leitsymptomen Mikrokornea und angeborene Katarakt.

## Therapie
Die Behandlung erfolgt operativ durch Kataraktoperation.